# Океан, полный шаров для боулинга
«Океан, полный шаров для боулинга» (англ. The Ocean Full of Bowling Balls) — неопубликованный рассказ классика американской литературы Джерома Дэвида Сэлинджера.
В произведении рассказывается о смерти Кеннета Колфилда, ставшего в более позднем романе «Над пропастью во ржи» Алли, умершим младшим братом главного героя — Холдена. Сэлинджер хотел опубликовать текст и продал его в 1948 году изданию «Woman's Home Companion». Издатель, однако, не стал публиковать произведение ни в этом журнале, ни в «Collier's», и Сэлинджер забрал его.
Рассказ доступен только в библиотеке Принстонского университета. Те, кто хочет его прочитать, должны предъявить две формы удостоверения личности (например, водительские права и студенческое удостоверение) и читать рассказ в присутствии библиотекаря в специальном закрытом читальном зале. Он не будет опубликован вплоть до 27 января 2060 года — то есть до 50-летия со дня смерти Сэлинджера.
В конце ноября 2013 года в интернет попали отсканированные страницы нелегально напечатанных книг с рассказом «The Ocean Full of Bowling Balls» и еще двумя никогда не публиковавшимися рассказами Сэлинджера («Именинник» и «Поли»).